# Semjon Nikolajewitsch Korsakow

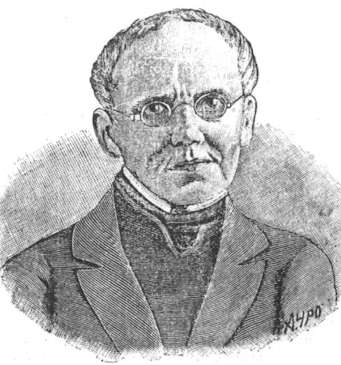
Semjon Nikolajewitsch Korsakow

Semjon Nikolajewitsch Korsakow (russisch Семён Николаевич Корсаков; * 14. Januar 1787 in Cherson, Ukraine; † 1. Dezember 1853 in Tarussowo (Rajon Taldom) in der Oblast Moskau) war ein russischer Regierungsbeamter, Erfinder und Homöopath.

## Leben und Wirken
Korsakow wurde 1787 in Cherson, damals Teil des Russischen Reichs, geboren. Die Familie stammte ursprünglich aus Litauen, von wo sie im 14. Jahrhundert emigrierte.
Korsakow war mit Sofia Mordvinova verheiratet. Das Paar hatte vier Töchter und sechs Söhne. Einer von diesen, Michail Semjonowitsch Korsakow (russisch Михаил Семёнович Корсаков) (1826–1871), wurde als Generalgouverneur von Ost-Sibirien und als Namensgeber der Stadt Korsakow in der Oblast Sachalin und verschiedener russischer geologischer Features bekannt.
Von 1812 bis 1814 nahm Semjon Korsakow in der russischen Armee am Sechsten Koalitionskrieg teil. Später war er als Beamter im Departement für Statistik des russischen Polizei Ministeriums in St. Petersburg tätig. Ihm wurden der Russische Orden der Heiligen Anna und der Orden des Heiligen Wladimir verliehen.
Korsakow starb 1853 im Alter von 66 Jahren im Dorf Tarussowo im damaligen Gouvernement und der heutigen Oblast Moskau.

## Homöopathie
Korsakow war kein ausgebildeter Arzt. Möglicherweise durch die Schwierigkeiten, medizinische Hilfe in dem ländlichen Raum, in dem er lebte, zu bekommen, interessierte er sich jedoch für Medizin. Nach seinen Aufzeichnungen behandelte er mehrere tausend Patienten. Dabei setzte er zunächst konventionelle Heilverfahren ein, wechselte jedoch 1829, auf Drängen seiner Verwandten, zur Homöopathie.
Korsakow gilt als Begründer der Korsakow-Methode des Potenzierens, die sich von der Hahnemannschen Methode unterschied. Bei der K-Potenzierung erfolgt die Potenzierung vereinfacht in nur einem Glas. Die Methode wurde nicht in das Homöopathische Arzneimittelbuch (HAB) aufgenommen. Dennoch stellen einige Firmen aus Zeit- und Kostengründen Hochpotenzen nach dieser Methode her. Potenzen, die nach dieser Methode hergestellt wurden, werden mit dem Präfix K gekennzeichnet. Korsakow nutzte auch höhere Potenzen, als sie damals üblich waren.

## Erfindungen

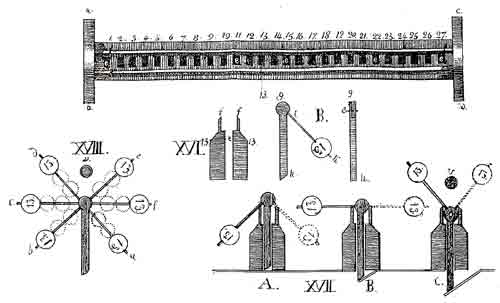
Das Ideoskop (nach einer Zeichnung von Korsakow)

Semjon Korsakow war als Erfinder an frühen Formen der Informationstechnik beteiligt. Während seiner Tätigkeit für die Statistikabteilung des Polizei-Ministeriums faszinierte Korsakow die Möglichkeit der Nutzung von Apparaten zur „Steigerung der natürlichen Intelligenz“. Zu diesem Zweck entwickelte er verschiedene Geräte, welche er „Maschinen zum Ideenvergleich“ nannte. Diese beinhalteten das „lineare Homöoskop mit beweglichen Teilen“, das „lineare Homöoskop ohne bewegliche Teile“, das „flache Homöoskop“, das „Ideoskop“ und den „einfachen Komparator“. Zweck der Geräte war primär die Erleichterung der Suche nach Informationen, die in Form von Lochkarten oder ähnlichen Medien, wie Holztafeln mit Perforationen, gespeichert waren. Korsakov meldete seine neue Methode im September 1832 an, war jedoch weniger an Patentregistrierung interessiert, sondern bot sie zu freien Nutzung an.

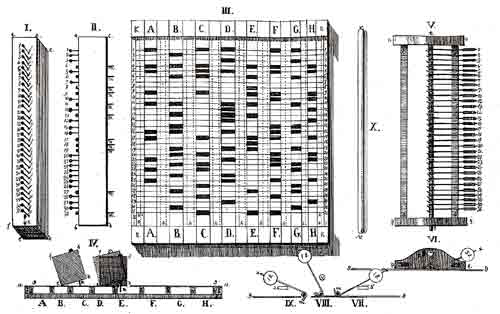
Das lineare Homöoskop ohne bewegliche Teile (nach einer Zeichnung von Korsakow)

Lochkarten wurden 1805 eingeführt, jedoch zu dieser Zeit ausschließlich in der Textilindustrie zur Kontrolle von Webmaschinen genutzt. Korsakow war vermutlich der Erste der die Karten zur Informationsspeicherung benutzte.
Korsakow präsentierte seine Ideen der Russischen Akademie der Wissenschaften in Sankt Petersburg. Deren Experten lehnte jedoch seinen Antrag ab, da sie das Potential der mechanisierten Suche in großen Datenbeständen nicht erkannten. Seine Geräte gerieten bis nach dem Zweiten Weltkrieg weitgehend in Vergessenheit. Erst 1961 wurden verschiedene Dokumente der Akademie zu Korsakows Erfindungen veröffentlicht und ein Buch Korsakows entdeckt.
|  |  |  |